# Basilique Santa Maria degli Angeli a Pizzofalcone
La basilique Santa Maria degli Angeli a Pizzofalcone (Sainte-Marie-des-Anges de Pizzofalcone) est une église basilicale de Naples située sur la colline de Pizzofalcone, dans le cœur historique de la ville et le quartier de San Ferdinando. Elle ne doit pas être confondue avec l'église Santa Maria degli Angeli alle Croci.

## Histoire

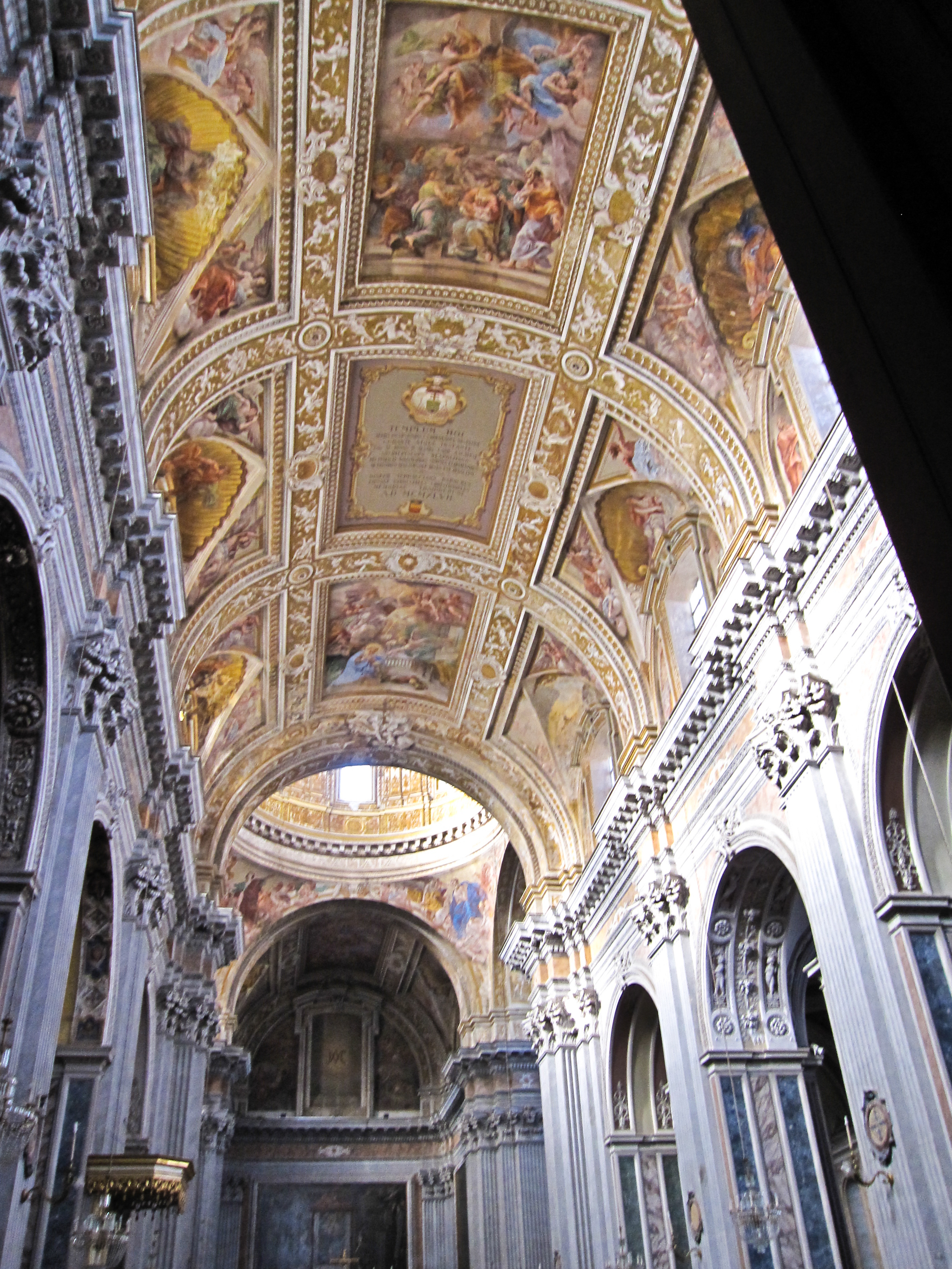
Voûte de l'église.

L'église est fondée en 1587 par une dame de la noblesse, Costanza Doria del Carretto, qui en fait don aux pères théatins. Elle est construite selon les plans de l'architecte Francesco Grimaldi et remaniée en 1610, assumant son aspect actuel.

## Description
L'église comprend trois nefs dans une croix latine inscrite dans un rectangle avec des chapelles latérales et dominée une coupole. La façade actuelle a été refaite dans la seconde moitié du XVIIIe siècle.
La coupole, à la fois élancée et imposante, est dessinée par Grimaldi et domine le quartier. Elle éclaire l'intérieur par de grandes fenêtres du tambour. 
L'intérieur et la décoration sont l'œuvre de Giovanni Battista Benaschi, auteur des fresques de la nef centrale et du transept (recouvert d'une voûte en berceau) figurant des épisodes de La Vie de la Vierge (1668-1675) et de la coupole avec Le Couronnement de la Vierge. Certaines ont été détruites par les bombardements américains de 1943, comme La Présentation au Temple.
Francesco Maria Caselli est l'auteur des grands tableaux réalisés au milieu du XVIe siècle pour la décoration de l'abside et du transept. Dans la chapelle consacrée à l'Immaculée Conception, on remarque une toile de Massimo Stanzione figurant La Sainte Vierge, tandis que des peintures de Giovan Bernardo Azzolino décorent la première et la troisième chapelle de gauche.
Une autre œuvre importante est conservée dans le chœur, il s'agit de Saint Gaëtan de Luca Giordano en 1662. Le maître-autel, de Giovan Battista Broggia, est de style néo-classique et présente sur le côté droit une belle toile de Paolo de Matteis représentant Saint André en extase.
Il faut faire aussi mention de deux sépultures, sculptées par Tito Angelini (it) pour la famille Serra di Gerace, dans la première chapelle. 
On remarque en outre le monument de marbre du juriste Giuseppe de Gemmis (1734-1812).
Des vestiges du XVIe siècle ont été découverts récemment lors des travaux pour la nouvelle station de métropolitain.

## Illustrations

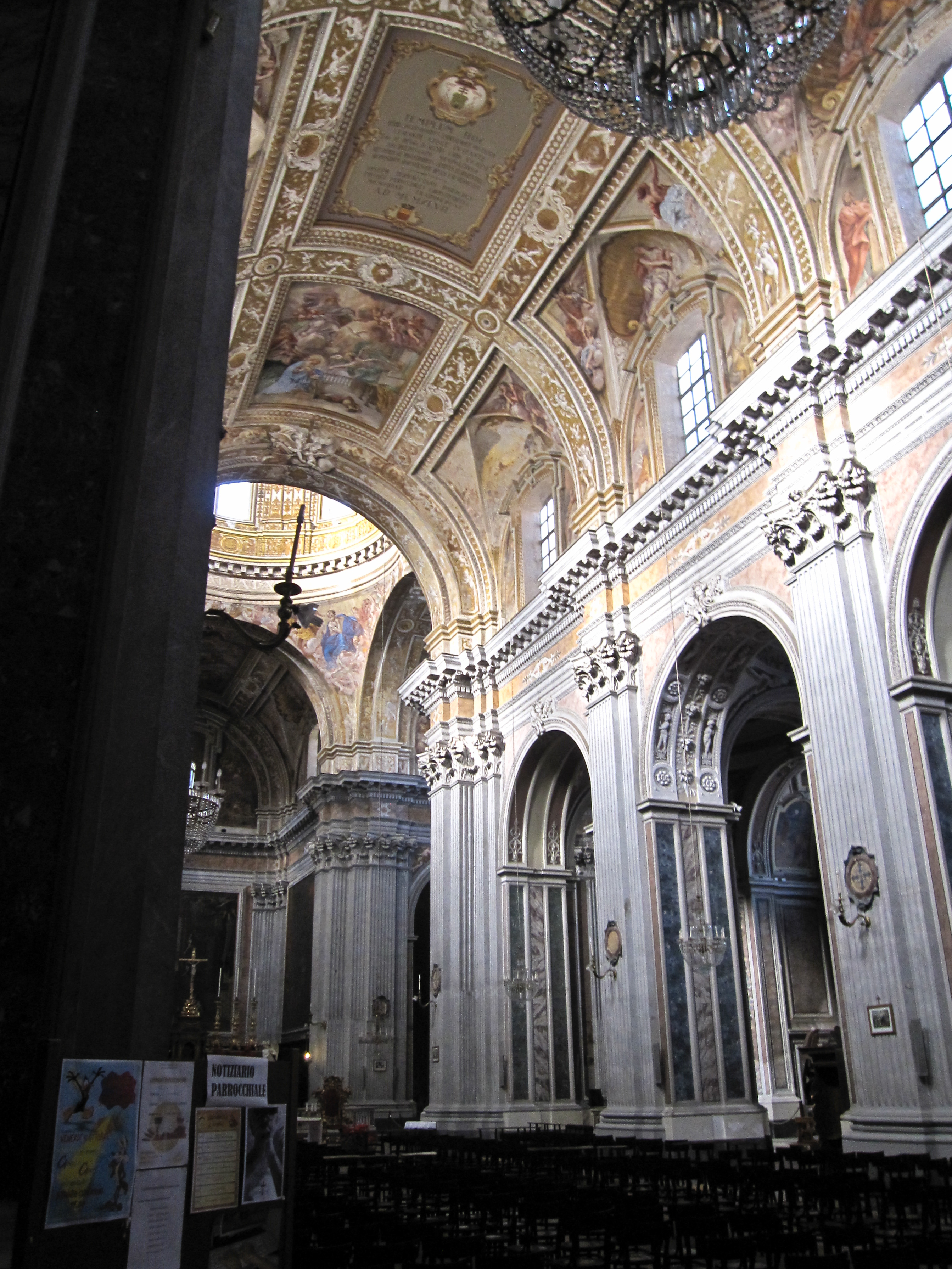
Détail de l'intérieur
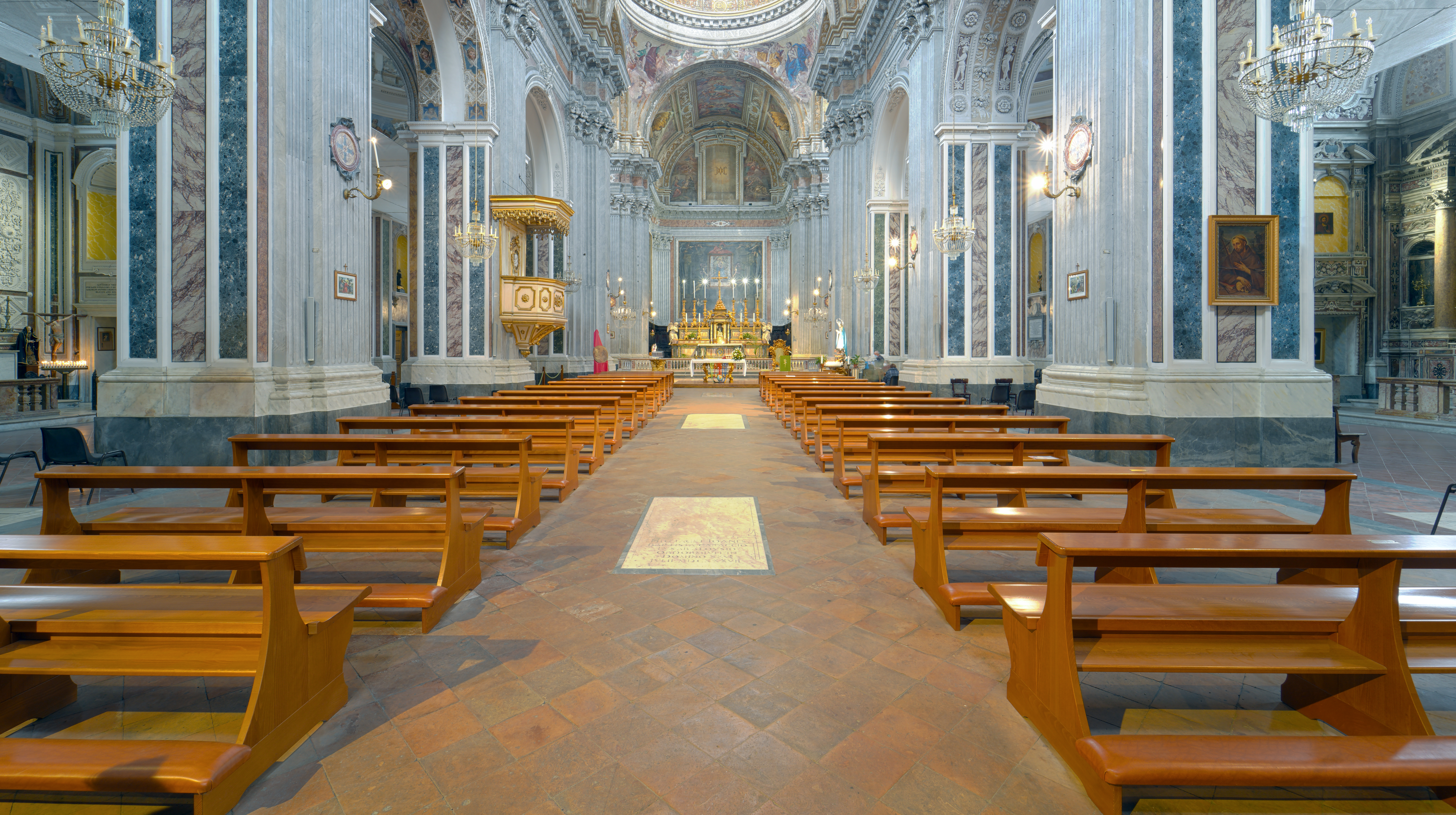
La nef centrale
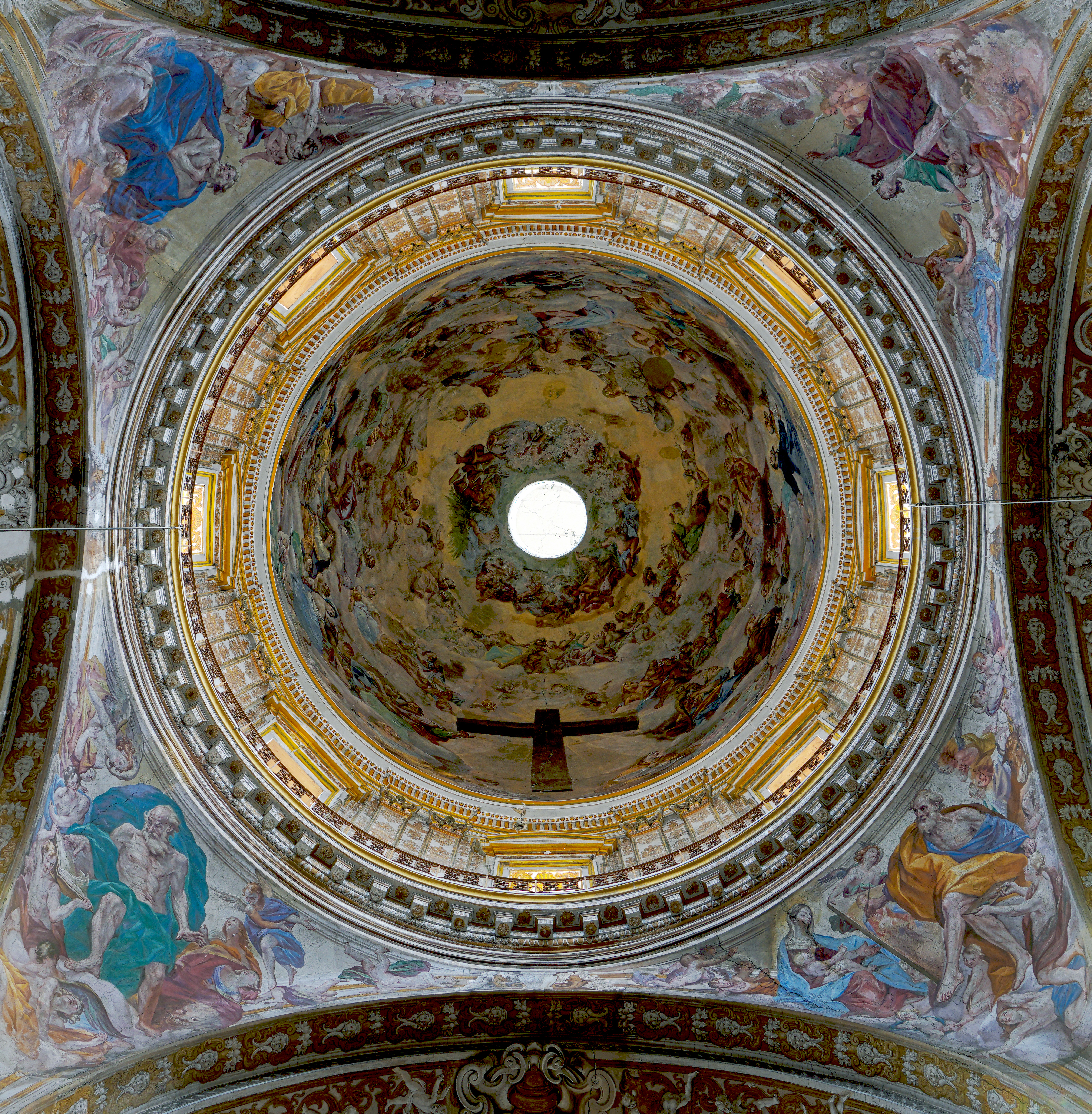
La coupole

## Source de la traduction
- (it) Cet article est partiellement ou en totalité issu de l’article de Wikipédia en italien intitulé « Basilica di Santa Maria degli Angeli a Pizzofalcone » (voir la liste des auteurs).